# 新兴郡 (南梁)
新兴郡，中国南北朝时设置的郡。
南朝梁大同年间设置新兴郡，属楚州，治所在汉初县（今四川省南充市东南青居镇）。辖境相当今四川省渠江以西、嘉陵江以东地区，包括广安市武胜县西北、南充市南部地。后属巴州。西魏时改为清居郡。